# Фронт националног ослобођења (Алжир)
Фронт националног ослобођења (арап. جبهة التحرير الوطني; латинично: Jabhat al-Taḩrīr al-Waţanī, фр. Front de Libération nationale, FLN) је социјалистичка политичка странка у Алжиру. Била је једина законита партија за време председника Ахмеда ибн Беле, радикалног борца за незавнисност.
После избора 2021 године освојила је 98 од 407 посланика у парламенту.
ФЛН је основао Ахмед ибн Бела марта 1954. у Каиру са циљем борбе за независност Алжира од Француске. У новембру 1954. године започела је оружану борбу ФЛН-а и њене армије АЛН. У рату ФЛН није ратовала само са својим директином противницима већ и конкурентним покретима за независност. Већ 1958. године је ФЛН у Тунису основала провизору Владу у егзилу.
Након стицања независности развила се ФЛН под вођством Ахмеда ибн Беле у социјалистичку партију. Хуари Бумедијен (1965–1978) је покушавао да се обједини социјализам и ислам у јединствену политику. Након тога је у осамдесетим годинама двадесетог века дошло до масовних протеста услед лоше привредне ситуације, а као резултат Шадли Бенџедид (1978–1992) морао је амандманима да промени устав и уведе вишестраначје. На првим вишестраначким изборима ФЛН је доживео тежак пораз. Победа исламиста (ФИС) је спречена војним ударом. 1997. године је ФЛН постао тек трећа партија по снази у парламенту.